# Forléans
 Forléans  là một xã ở tỉnh Côte-d’Or trong vùng Bourgogne-Franche-Comté, phía đông nước Pháp. Xã Forléans nằm ở khu vực có độ cao trung bình 265 mét trên mực nước biển.